# Ellenfeldstadion
Le Ellenfeldstadion est un stade omnisports allemand, principalement utilisé pour le football, situé dans la ville de Neunkirchen, dans la Sarre.
Le stade, doté de 21 600 places et inauguré en 1912, sert d'enceinte à domicile à l'équipe de football du VfB Borussia Neunkirchen, ainsi qu'à l'équipe de football américain des Hurricanes de la Sarre.

## Histoire
Le stade ouvre ses portes en 1912. Il est inauguré le 7 avril 1912 lors d'une victoire 6-3 des locaux du Borussia Neunkirchen sur une sélection de militaires venant du 105e régiment d'infanterie saxonne de Strasbourg. L'inauguration officielle a lieu quelques mois plus tard le 14 juillet 1912.
Pendant la Première Guerre mondiale, l'installation est utilisée comme pâturage et terrain de sport pour les officiers prisonniers anglais.
En 1920, 10 000 visiteurs viennent pour la première fois au stade pour un match amical contre le club hongrois du MTK Budapest (3-2).
En 1921 est construite la première tribune du stade sur le modèle anglais, pouvant accueillir 4 000 places (la tribune en bois est incendiée en novembre 1928).
En 1933, une nouvelle tribune solide est construite en face de l'ancienne tribune.
En 1948, le club acquiert le terrain du stade et les parcelles environnantes, une partie du virage visiteurs restant en possession de la brasserie du château de Neunkirchen.
Dans les années 1960, la capacité d'accueil du stade passe à 30 000 places.
Le record d'affluence au stade est de 33 000 spectateurs lors d'une rencontre entre le Borussia Neunkirchen et le Bayern Hof le 18 juin 1967.
Le 30 mai 1970, l'émission « Jeux sans frontières » se déroule au stade où la ville de Neunkirchen affronte celle d'Andernach,.
En 1990, le club, en proie à la faillite, vend le stade à la ville pour la somme de 1,2 million DM.